# ケルン (軽巡洋艦・初代)
| 竣工時の「ケルン」 | |
| 艦歴               | |
| 発注               | キールのゲルマニア造船所                                                                             |
| 起工               | 1908年                                                                                               |
| 進水               | 1909年6月5日                                                                                         |
| 就役               | 1911年6月16日                                                                                        |
| 退役               | |
| その後             | |
| 性能諸元           | |
| 排水量             | 常備：4,362トン 満載：4,864トン                                                                      |
| 全長               | 130.5m                                                                                               |
| 水線長             | 130.0m                                                                                               |
| 全幅               | 14.0m                                                                                                |
| 吃水               | 5.58m（艦首） 5.38m（艦尾）                                                                          |
| 機関               | シュルツ・ソーニクロフト式海軍型石炭専焼缶14基 +ゲルマニア式直結タービン（高速型・低速型）2組4軸推進 |
| 最大 出力          | 29,036hp                                                                                             |
| 最大 速力          | 26.8ノット                                                                                           |
| 航続 距離          | 14ノット/3,500海里                                                                                   |
| 燃料               | 石炭：-トン（満載）                                                                                  |
| 乗員               | 367名                                                                                                |
| 兵装               | クルップ 10.5cm（45口径）単装速射砲12基 5.2vm（55口径）単装速射砲4基 50cm水中魚雷発射管単装2門       |
| 装甲               | 甲板：40mm(平坦部の最大厚) 砲盾：50mm 司令塔：100mm                                                  |

ケルン（SMS Cöln）はドイツ帝国海軍の防護巡洋艦でコルベルク級小型巡洋艦の1隻。第一次世界大戦のヘルゴラント・バイト海戦で撃沈された。

## 艦歴
シュヴァルベ代艦 (Ersatz Schwalbe) という名称で発注され、キールのゲルマニア造船所にて1908年に起工。1909年6月5日に進水し、ケルン市長マックス・ヴァルラフ (de:Max Wallraf) により命名された。それから艤装がおこなわれ、1911年6月16日に就役した。
就役後ケルンはドイツ艦隊の偵察部隊に属した。ケルンは巡洋戦艦からなる第2偵察群の前衛となる第1偵察群に配属された。1911年10月から1913年9月までハンス・ツェンカー (de:Hans Zenker) 中佐が艦長を務めた。ケルンはレーベレヒト・マース (Leberecht Maass) 少将の旗艦であった。1914年8月に第一次世界大戦が始まるとケルンや他の巡洋艦はヘリゴラント・バイトでの哨戒任務についた。巡洋艦は水雷艇隊に割り振られ、交替で北海への夜間哨戒に向かった。ケルンは8月15日に巡洋艦シュトゥットガルト、第1および第2水雷艇隊と共に夜間哨戒を実施し、このときは何事も無かった。
同時期、イギリス潜水艦がドイツ軍哨戒線の偵察を開始していた。8月23日、イギリスの数人の指揮官がReginald Tyrwhitt率いるハリッジ部隊の軽巡洋艦と駆逐艦による哨戒線への攻撃を提案。それらは潜水艦やデイヴィッド・ ビーティーの巡洋戦艦に支援されることになっていた。この作戦は承認され、8月28日に実行されることになった。イギリス軍は8月26日夕刻、まず潜水艦から出撃を開始した。水上部隊の大半は翌日早くに海上に出た。ハリッジ部隊への支援をふやすため追加された第7巡洋艦戦隊はその日遅くに出撃した。
8月28日朝、ケルンはヴィルヘルムスハーフェンで石炭の補給中であった。同型艦のマインツはエムス川河口に停泊しいており、アリアドネはヴェーザー川河口にあった。これら3隻の巡洋艦はその日の朝哨戒線についていたシュテッティン、フラウエンロープおよびヘラの支援に割り当てられていた。7時57分、ハリッジ部隊は外縁部のドイツ水雷艇と遭遇。水雷艇は巡洋艦の哨戒線の方へと逃走した。続くヘルゴラント・バイト海戦でシュテッティンが最初にイギリス軍と交戦し、すぐにフラウエンロープも加わった。戦闘の報告を受け、偵察部隊の指揮官フランツ・フォン・ヒッパー少将はマースに対し交戦中の艦の支援を命じた。9時30分、ケルンは出撃した。
ケルンはイギリスの巡洋艦や巡洋戦艦から激しい砲撃を受けていたマインツの救援に向かった。13時25分ごろ、ケルンは損傷したイギリス巡洋艦アリシューザおよび複数の駆逐艦と遭遇した。ケルンは短時間イギリス艦艇と交戦したが、イギリス巡洋戦艦の出現により中断した。13時37分、ケルンは16点回頭を行い巡洋戦艦に対して発砲。イギリス側もケルンに接近するため取り舵をとり、ケルンも逃走のため同様に針路を変えた。ケルンは何発は被弾し、マースが戦死した。13時56分、別のドイツ巡洋艦の出現によりイギリス側の注意がそれ、ケルンは北へ逃走に成功した。それから約15分後、ケルンは帰投のため南東に針路を変えた。
この針路変更のためケルンは再びイギリス巡洋戦艦の射程内に戻ってしまい、砲撃を受けたケルンは複数の命中弾を受けた。ケルンでは退艦命令が出され、乗員が甲板上に集まり始めた。上甲板で乗員たちが海に飛び込む準備をしている間、機関員は自沈用の爆薬をセットした。14時25分、ケルンは転覆して沈んだ。イギリス軍は生存者を救助せず離れていった。ドイツの船が3日後に捜索したが一人の生存者しか発見でき無かった。
ケルンの残骸は水中の危険物とならないよう1979年8月に移動された。また一部は引き揚げられてCuxhaven Shipwreck Museumに保管されている。